# Rally de Ourense de 2000
El Rally de Ourense de 2000, oficialmente 33.º Rally de Ourense, fue la trigésimo tercera edición y la sexta ronda de la temporada 2000 del Campeonato de España de Rally. Se celebró del 22 al 23 de junio y contó con un itinerario de doce tramos que sumaban un total de 164 km cronometrados.

## Itinerario
| Día   | Tramo | Nombre            | Distancia | Ganador                 | Tiempo | Líder       |
| ----- | ----- | ----------------- | --------- | ----------------------- | ------ | ----------- |
| Día 1 | TC1   | A Seara-Toén      | 15.05 km  | Luis Monzón             | 9:24   | Luis Monzón |
| Día 1 | TC2   | A Peroxa          | 14.40 km  | Luis Monzón             | 12:42  | Luis Monzón |
| Día 1 | TC3   | Luintra           | 13.70 km  | Jesús Puras             | 8:24   | Luis Monzón |
| Día 1 | TC4   | A Seara-Toén 2    | 15.05 km  | Salvador Cañellas Jr.   | 9:27   | Luis Monzón |
| Día 1 | TC5   | A Peroxa 2        | 14.40 km  | Jesús Puras             | 12:45  | Luis Monzón |
| Día 1 | TC6   | Luintra 2         | 13.70 km  | Luis Monzón Jesús Puras | 8:31   | Luis Monzón |
| Día 1 | TC7   | Covas             | 14.40 km  | Jesús Puras             | 9:03   | Jesús Puras |
| Día 1 | TC8   | Cañón do Sil      | 16.80 km  | Jesús Puras             | 11:03  | Jesús Puras |
| Día 1 | TC9   | Virxen do Monte   | 7.70 km   | Salvador Cañellas Jr.   | 5:34   | Jesús Puras |
| Día 1 | TC10  | Covas 2           | 14.40 km  | Jesús Puras             | 9:14   | Jesús Puras |
| Día 1 | TC11  | Cañón do Sil      | 16.80 km  | Jesús Puras             | 11:09  | Jesús Puras |
| Día 1 | TC12  | Virxen do Monte 2 | 7.70 km   | Salvador Cañellas Jr.   | 5:43   | Jesús Puras |

## Clasificación final
| Pos. | Piloto                | Copiloto                 | Automóvil                    | Tiempo  | Diferencia |
| ---- | --------------------- | ------------------------ | ---------------------------- | ------- | ---------- |
| 1.   | Jesús Puras           | Marc Martí               | Citroën Xsara Kit Car        | 1:53:10 | 0.0        |
| 2.   | Luis Monzón           | José Carlos Déniz        | Peugeot 306 Maxi             | 1:54:04 | +0:54      |
| 3.   | Salvador Cañellas Jr. | Carlos del Barrio        | SEAT Córdoba WRC             | 1:54:49 | +1:39      |
| 4.   | Roberto Solís         | Francisco Javier Álvarez | Peugeot 106 Maxi             | 1:58:40 | +5:30      |
| 5.   | Sergio Vallejo        | Diego Vallejo            | Fiat Punto Kit Car           | 1:59:56 | +6:46      |
| 6.   | Javier Azcona         | Mario González Tomé      | Peugeot 106 Maxi             | 2:00:27 | +7:17      |
| 7.   | Manuel Cabo           | Francisco J. Rodríguez   | Citroën Saxo VTS             | 2:00:45 | +7:35      |
| 8.   | Germán Castrillón     | Estrella Castrillón      | Mitsubishi Lancer Evo VI     | 2:01:37 | +8:27      |
| 9.   | Marc Blázquez         | Jordi Mercader           | Seat Ibiza GTi 16V Júnior    | 2:01:43 | +8:33      |
| 10.  | Ignacio San filippo   | Ezequiel Nazábal         | Mitsubishi Carisma GT Evo VI | 2:02:17 | +9:07      |